# エンジェル伝説
『エンジェル伝説』（エンジェルでんせつ）は、八木教広による日本の漫画作品。月刊少年ジャンプ（集英社）1993年から2000年にかけて連載された。全15巻。集英社漫画文庫が全10巻。OVA化（1996年9月13日発売）もされた。
初期から中期以降にかけて絵柄が洗練されていったが、変化はかなり大きく、比較すると殆ど別物になっている。日常的な描写と異色なギャグで人気を博し、長期連載となった。舞台は「某県」とあるが、白雲高校の番長である児島の定期券には「那覇交通」と記載されているため、沖縄県とされる（なお、作者の八木教広は沖縄県出身）。登場人物の名前は有名な画家をもじったものが多い。

## 物語
天使の如く純朴で澄み切った心を持つ少年・北野誠一郎は同時に悪魔の如く凶悪で恐ろしい顔を持っていた。碧空高校に転校して来た彼は本人の意思とは関係無くその強面と周囲の誤解により不良扱いされてしまい様々な「伝説」を作り出して行く。

## 登場人物

### 碧空高校生徒
※声優はOVA版でのもの。
北野誠一郎（きたの せいいちろう）
声 - 飛田展男
主人公。生年月日は1976年（昭和51年）6月6日。碧空高校1年11組に転校してきた、天使の様に純朴で優しい心と、悪魔の如き凶悪で恐ろしい顔を持つ少年。
転校前の学校では理解されていたが、碧空高校ではその容貌故に当初から不良か危険人物と誤解されてしまう。様々な偶然や勘違いの連鎖により、転入早々番長グループや「暴れん坊」竹久を倒し、意図せずして番長となって学校を恐怖に陥れた。不良高で名高い白雲高校との間でトラブルが起き、白雲のグループが竹久を不意打ちで倒すと、それを見殺しにした元番長の黒田らは北野からの制裁を恐れて前述の白雲グループに逆襲し、報復に成功する。弱小で知られた黒田らが北野への恐怖の余り、格上の不良を倒したこの事件をきっかけに「北野誠一郎伝説」が生まれ、噂は碧空町を越えて広まっていく。
性格・人柄
学業優秀。真面目で正義感が強く、人一倍優しい性格。かなりの世間知らずである上に天然ボケの気質が見られる。基本的に大人しい性格で目立つような行動及び暴力行為などはしないが、ちょっとしたことが結果的に誤解を招いたり、話が大きくなってしまい「北野くんが〇〇高の番長をやっつけた」などと本人の意図とは関係なく噂が勝手に広まってしまう。しかし、碧空高校に来るまでは、周りから真面目で優しい性格を知られていたため、自分が恐れられている原因(自分の容姿が恐ろしいこと）に気付いていない。その上、気弱で挙動不審な行動も相まって周囲の誤解と偏見に基づく恐怖を増幅させていくが、容貌とは裏腹に決して粗暴な振舞いをしない北野に対して、一般生徒らも徐々に恐怖のみならず親しみを抱くよう（ただし、本当の北野を知ったと言うより、『筋を通すタイプの不良で、攻撃しなければ手を出してこない』という認識によるもの）になっていく。
生まれつきの体質・能力など
本人は全く自覚していないが、飛び抜けた反射神経と動体視力、身体能力を持つ。
前述の通り暴力行為はしないが、自身が身を守る時もしくは小磯などに危害が及びそうな時に「相手の打撃を受けつつ流して、クリーンヒットを巧みにかわし、ダメージをほとんど無効化する」という、高等な格闘技のディフェンス技術を無意識の内に使っている。「いくら殴っても立ち上がる北野に相手が恐怖に呑まれ、大振りの一発を繰り出したところへカウンター気味に決まる、渾身の力を込めた双掌打（ただ無我夢中で突き飛ばしてるだけ）」は激しい衝撃を生み、相手を数メートル上空に突き飛ばして瞬時に気絶させるほど。しかし、この技術は、余程の熟練者でない限り気付くことはない。
幾奶によると、生まれつき速筋繊維に恵まれているらしく、穴に転落した際に沙南を抱えて壁の凹凸をマリオよろしく飛び跳ねて脱出しようとしたこともある。さらに、マラソン大会で学生新記録を達成した(幾奶の誠一郎が10位以内に入れば良子がキスをしてくれると言うのを、黒田が勘違いして半ば強引に決闘状態となった為)事から、遅筋繊維にも優れている。この部分が優れている理由として、引っ越し後の周囲の散策を兼ねてジョギングをしていることが多いためトレーニングの成果と思われる。
驚いたり感情が昂ぶると「きえええええええっ」と怪人のように叫ぶ。本人はその「きええええ」を発するごとに何かを言おうとしているが、周りからはヘンな叫び声にしか聞こえないため、「北野が奇声を発して襲ってきた！」とまた誤解される。北野本人もまた、動転の余り舌が回っていないことを全く自覚できていない。
幾奶や元に受け流せない打撃を何度も受けて立ち上がっており、父譲りのタフさも兼ね備えていると思われるが、タフさを発揮したのは北野が覚悟と意思を持った場合である。
視力が悪いため、コンタクトレンズをしている。体質的に太陽の光に対して目が弱く、日差しが強い日には眩しい表情を見せる。前述のとおりの悪魔のような顔のせいで「今日は一段と北野くんが機嫌悪くて、朝からガン飛ばしてる(ガンつけてる)ぞ！」と誤解されるエピソードがある。
普段の髪型は、髪質的に広がりやすいため、いつもはポマードできっちり固めてオールバックにしている。あるエピソードでたまたま使っていたポマードがなくなりかけて、仕方なく少ない量で整髪して「髪の毛が爆発した姿なんて恥ずかしくて見られたくない。なんとかこの状態を保たないと」と気を張っていた。しかし固まりきらず、ついに四方八方に髪の毛が逆立ってしまう。これもまた他の生徒から「（理由は分からないが）朝から怒りで気を張っていた北野くんが（文字通り）怒髪天をついたぞ！」と誤解を招いた。
- 戦績：18勝 1敗 2引分 2無効（1敗は良子の機転による物であり、実際には無敗）

小磯良子（こいそ りょうこ）
声 - 櫻井智
碧空高校1年7組の女子生徒。黒髪と三つ編みの髪型が特徴的な美少女。父親が古武術の道場を構えており、彼女自身武道の達人である。本作登場人物内でも屈指の実力者。得意技は、相手のアゴを捉える蹴り上げ。タチの悪い不良などは見過ごせない正義感の強い性格で、最初は北野を「許せない不良」と誤解して決闘を申し込むが、北野の本当の姿に気付き、碧空高校での北野の最大の理解者となり、時に彼が騒動に巻き込まれないよう陰で不良の相手を引き受けるようになる。また、北野と会うまでは負けん気の強さで友人にも怖がられていた部分があったが、噂と容姿で判断する浅はかさを反省してからは穏やかさを増した様子。この後、北野と両想いになるも常に周囲には人の姿が多く、北野のグループ内で行動していた。幾奶が転校してきた際、北野が彼女とは戦えないであろうことを理解した上で、勝負を代わりに引き受け、彼女に敗北の意味を知らしめた。その後は幾奶と親しくなり、親友の郁子と3人で行動する姿も良く見られた。幾奶とのコンビネーションは激昂した竹久すらあっさり押さえ込む。苦手なものはオバケ（「実体がなくて理屈が通らず、何より殴る蹴るで反撃できないなんてインチキだ」という理由による）。
名前の由来は小磯良平より。
- 戦績：13勝 1敗 1引分 1無効

黒田清吉（くろだ せいきち）
声 - 石井康嗣
碧空高校の生徒で前番長。3年4組。パンチパーマの髪型でかなりの巨体。いつも2人の舎弟を連れている。
番を張っている割には気が弱く、「噂の転校生」である北野をシメようとするもその容貌に恐れをなしてしまい、さらには北野に殺されかけた（実際には事故である）と思いこんだことであっさり北野の下につく。また番長になれた経緯も不良グループで2年間パシリを続けて、先輩が卒業した後にやっと番長になれたと言う物で彼の実力ではない。
北野には恐怖心から従っている。自分より弱そうな人間には強気に振舞い、逆に強そうな人間(竹久・幾奶を除く)には下手になるなど卑屈な性格。学力は低く、また須田や舎弟の嘘や甘言に踊らされるなど、単純な思考回路の持ち主。
小磯良子にベタ惚れしているが、本人からは鬱陶しがられている。北野に服従しているが、失った番長の座への未練と小磯への恋情から、たまに反乱を起こそうとするがいつも失敗している。 口だけの男に見られがちだが体格、基本的な身体能力に恵まれているため、「眠れる獅子」を起こすと強く、窮地では度々力を発揮しているが、臆病な性格と要領の悪さから普段はそれが熟睡しているため、戦績は芳しくない。また、多人数を相手に舎弟2人と上手く立ち回って孤立した敵を袋叩きにするコンビネーションがある。
名前の由来は黒田清輝より。
- 戦績：4勝 13敗（時山、大下と一緒の場合を含む）

竹久優二（たけひさ ゆうじ）
声 - 津久井教生
第2話で登場。1年11組の生徒。小柄だが、中学時代には「海千中の暴れん坊」と言われるほどの実力者で、入学早々に教師（岸田）を殴って停学となった。生まれつき茶色がかった髪だったが、停学明け以降は金髪にした。停学中に番を張ることになった北野に勝負を挑むも、敵わないと判断して自ら北野の舎弟となる。北野が転校以来初めて出来た友人でもある。
北野には忠誠心から従っている。物語終盤に北野が不良ではないことに気付いた後でも、一時は葛藤したが、彼を陥れようとせず、彼と良子の関係を黒田から守ったりと友情に厚い性格をしている。粗野な性格で、感情が昂るとすぐに暴力に訴えようとするが、理由も無く一般生徒をはじめ弱者に手を挙げる事はしない。 マラソン大会で北野を一位にしようと画策したり、北野と良子が二人きりになるために配慮したり、北野を襲撃しようとする他校の不良を先に潰しておくなど、非常に気配りのできる人間。 北野に付いた後も様々な闘いを経ることで強くなっていき、仲間内でも上位の実力を保持しており、幾奶と出会った初期にも、彼女の不意を突いた裏拳をかわすほどである。
名前の由来は竹久夢二より。
- 戦績：11勝 3敗

荻須高志（おぎす たかし）
碧空高校に転校した一年生。1年7組。赤髪、三白眼が特徴。転校日早々に学校をしめようとするが、対決したすべての人間に返り討ちに遭う。黒田以上に単純な性格で、黒田が番長、北野がナンバー2という黒田の嘘を鵜呑みにしている。良子と同じく1年7組。純粋に強さを求めていて、幾奶によく果たし状を出し、平三に稽古を挑んでいるが、いつもボロボロに叩きのめされている。（自称）様々な格闘技に精通しており、碧空転校以前は喧嘩で負けたことの無いという実力者だが、碧空町では周りがさらに強者ばかりなため、いまひとつ力をアピールできず、自らの実力に伸び悩みを感じてしまう。最終的には「上には上がいる」ことを認めて吹っ切れ「碧空高校ナンバー8」を名乗る。
文庫版完結に際して書き下ろされた集合イラストにおいては、ノドに追いやられて不満の声なき叫びを上げている。
名前の由来は荻須高徳より。
- 戦績：1勝 8敗　

白滝幾奶（しらたき いくの）
北野を更生するため、父親と共に他校から派遣された格闘美少女。茶髪のおかっぱ頭。良子と同じく、パワーより技術・スピードを重視するスタイル。しかし、非常に好戦的な性格と言う点で正義感の強い良子とは異なる。得意技は、溜めや予備動作のまったく無い状態から放たれる裏拳。転校初日に暴漢騒ぎを起こし、北野や良子を敵視するが、後に北野が不良ではないことが分かり和解する。クールで近寄りがたい雰囲気を持つ少女だが、北野の恐怖を乗り越えた同級生からは親しまれ、男女問わず人気が高く、多くの人から存在を受け入れられることで、徐々に心を開いていく。歯に衣を着せない発言は多いが、本音を言うときも冗談を言うときも表情や態度に変化はないため見破りにくい上、端折って誤解しやすい言い方もする。北野と良子の仲を認めた上で、「（北野の）愛人の立場でいい」と冗談か本気か分からない発言をして、周囲を驚かせた。黒田からは「茶髪のくそ女」⇒「茶くそ女」というとんでもないあだ名を付けられている。1年12組。
彼女は作者・八木教広の最新作『CLAYMORE』の主人公、クレアの原型でもある。
名前の由来は白瀧幾之助より。
- 戦績：9勝（公式） 1敗 2引分

時山五郎（ときやま ごろう）
声 - 志賀克也
黒田の舎弟。3年4組。オールバックの髪型。自称「碧空の爆発五郎」。黒田からはかませ犬役を任されたりするなど、損な役回りが多い。
大下次郎（おおした じろう）
声 - 有馬克明
黒田の舎弟。3年4組。パンチパーマで眉毛が濃い方。意外と頭が切れるようで、追い詰められた時に巧みな弁解で危機を切り抜けている。
名前の由来は大下藤次郎。
平山郁子（ひらやま いくこ）
良子の親友。1年7組。幾奶に「ちっこいの」と呼ばれ、黒田からは「小磯良子の友人A」と言われる。良子から教えられたことで、彼女も北野の本当の姿を知る人間となった。作品当初では名前が公表されなかった。
至って普通の女子で格闘能力は皆無だが一番の常識家であり、北野くんと良子の仲を進展させようと気を回す事もある。
名前の由来は平山郁夫より。
佐伯祐美（さえき ゆみ）
北野に生徒手帳を拾ってもらうが、誤解から恐怖で逃げ回る。誤解が解け、挨拶を試みるが恐怖で泣き叫ぶ。三者懇談で北野龍一郎（北野の父）に出会い、また泣き叫ぶ。1年11組。
名前の由来は佐伯祐三。
樹崎真子（きざき まこ）
佐伯の親友で明るい感じの女の子。三者懇談の時、北野親子について色々想像を膨らませていた。1年11組。　
碧空陸上部部長
マラソン大会で北野とデッドヒートを繰り広げゴール直前に転んでしまい優勝を逃した。
須田（すだ）
生徒会長。美男子で誰からも信頼されているが、人気を得るためには手段を選ばない人物。
知略に長けた策謀家で自分の名声を高めるために北野軍団が行った碧空公園不良退治の功績を横取りして、北野軍団を瓦解させるため、黒田を焚きつけて北野に反乱させるが、良子の暴露により失敗し、全ての生徒から人望を失う。
名前の由来は須田国太郎須田剋太より。
小出（こいで）
メガネの副生徒会長。須田の忠実な配下。ストーカー並みの情報収集能力を持ち、須田のために働くが、行動はどこか間が抜けている。
名前の由来は小出楢重。

### 碧空高校職員、影の七人編
校長
声 - 土師孝也
碧空高校の校長。お茶の水博士のような髪型で、朝陽がよく頭に反射して輝いている。
北野の最大の誤解者であり初対面で北野の容貌を見て錯乱状態に陥り、大悪人と決めつけるという、教育者失格の行動を取る。その後は北野を退学に追い込むべく様々な刺客を送り込むなどあらゆる手を尽くすが殆ど失敗。その北野への過剰な敵意はしばしば他の教師を辟易させるほど。
北野のことを「悪魔」と呼ぶなどもうその敵意は異常者の類である。
白石（しらいし）
声 - 泉尚摯
1年11組担任。錯乱する校長を宥め冷静に身元確認をしたり、北野に同情して慰めようとするなど一応まともな教師。
北野が普通の人間であると理解しようとしているが、北野の周囲に騒動が絶えないためいまいち確信が持てないでいる。
横山（よこやま）
国語教師。転校してきた北野にダジャレを言うが、北野の笑い顔に恐怖し泣く。
名前の由来は横山大観。
山口（やまぐち）
英語教師。板書のスピードが速い
名前の由来は山口蓬春より。
村上（むらかみ）
1年7組担任。体育教師。体育の授業中に暴漢（幾乃）が出たため見回りに借り出される。平三とは気が合うようである。
名前の由来は村上華岳より。
岸田（指導員）（きしだ）
日頃から生徒に体罰やセクハラを加える問題教師で、ほとんどの生徒から嫌われている。北野に一度殺されそうになったと勘違いし、恨みと恐れを持っている。
名前の由来は岸田劉生。
岩田（いわた）
指導員。スキンヘッドの先生。寝癖の爆発した状態で突進して来る北野を見て怖気づき、岸田と共に逃げ出す。
名前の由来は岩田専太郎。
入江（いりえ）
教育委員会より派遣された、不良更生のエキスパートである「影の七人」の一人。校長が北野退治のため呼び寄せた。
昔は自身も不良で、寅年生まれであることから「碧空町の虎」と呼ばれていたらしい。偶然から竹久を北野だと勘違いしてしまい、生徒指導室で本当の北野と初対面した所、その容貌に度肝を抜かれて退治は失敗。口をつぐんだまま碧空高校を去る。
名前の由来は入江波光。
熊谷（くまがい）
「影の七人」の一人で最も武闘派と言われている男。空手着を着こんでおり「どう見ても教師に見えない」風貌を持つ。サッカーをカモフラージュに利用して北野を倒そうとするが、逆に風邪気味の北野に敗れる。「熊殺し」の異名を持つ。かつて白滝元と戦ったことがあるが、本気になった白滝に殺されかけたらしい。
名前の由来は熊谷守一より。
白滝元（しらたき はじめ）
幾乃の父。「影の七人」の一人。頭の薄い冴えない風貌だが、武道家としての腕は一流の上に超が付く好戦的な裏の顔を持ち、暴力の行使をむしろ楽しんでいるかのような男。北野を倒す目的で赴任し、実際の対決では北野の打撃封じのテクニックを見破り、無効化するなど追い詰めたが、白滝を暴漢と勘違いした北野の正義感の前に敗れる。その後は教育委員会を抜け、指導員として高校に留まることを決心。三者懇談で来た平三と龍一郎と三つ巴になるが、平三と共倒れしてしまう。北野への対抗心は衰えておらず、対策法を幾乃に伝授したり新しい住居で修行を重ねている。
菱田春華（ひしだ はるか）
「影の七人」の一人の女教師。真面目に不良更生に取り組む純粋で熱心な教師だが、全ての行動が裏目に出てしまい対象者にとっては不幸な結果に終わる天性を持つ究極のさげまん女。（ただし本人に自覚無し）白滝が一番苦手にしている人間である。
かなり暴走気味な性格で北野を初めてみた時「そんな顔していいと思ってるんですか！」と無茶苦茶なことも言っていた。（最初は人を驚かすマスク、素顔とわかったら性格が顔に現れたと考えた）
その天性で北野を退学直前まで追い込んだが、「記憶に無いことで生徒を退学にしたくない」と自らの証言で北野の退学を取り消させ、学校を去った。後に正式な教員として碧空高校に帰ってくる。
名前の由来は菱田春草より。

### 白雲高校生徒編
児島猛（こじま たけし）
声 - 中田和宏
白雲番長。元ボクサー。北野が自分の学校に喧嘩を売ってきたと誤解し、公園に呼び出す。財布を渡したいだけだった北野に倒される。恵まれた体格と巧みなフットワークで竹久や荻須を軽くあしらい、北野を一撃で地面に叩き倒すほどの実力を持つ。
月刊少年ジャンプから単行本化の際、『ACT.6 GEKITOTU!!の巻』において、北野が、児島を倒す瞬間に言い放った際のセリフの『けひさくがしじゃっちゃら』の箇所が、『たけひさくがしじゃちゃらきえ』に変更されている。
名前の由来は児島虎次郎。
速水舟一（はやみ しゅういち）
声 - 陶山章央
白雲No.2。北野に喧嘩を売られていると勘違いして対決するが、恐怖に圧倒されて逃げ出す。後ずさりのスピードが異常に速い。中学時代の竹久とも対決しており、最初は竹久を圧倒したものの、隙を突かれた左フック一撃で倒されている。
名前の由来は速水御舟より。

### 飛輪高校 生徒編
中西（なかにし）
飛輪高校番長。噂では児島より遥かに強く、額に傷はやくざと一歩も退かず喧嘩した痕だと言われている。北野と良子が思い出の公園に立ち寄ったところに手下を大勢引き連れて登場。北野軍団と決闘し敗れる。
堅山（かたやま）
飛輪高校の不良。黒田に絡んでいたところを良子にやられ、執拗に良子を襲う。常に木刀を持っている。北野と良子の会話を盗み聞きして、北野が普通の生徒であることを知るが、良子を守りたいという気持ちの北野にやられる。“何度地に伏せようと、どんな手（武器・不意打ち有り）を使おうと勝つ（＝徹底的にブチのめす）までやめない”その信条ゆえに、白雲の児島にも忌避されてきた彼でさえ「不良だろうと普通の人だろうと、北野誠一郎とだけはもう二度とやり合いたくない」という（児島との共通認識でもある）。
名前の由来は堅山南風。
塩田（しおだ）
竹久の中学先輩。北野を普通の生徒だと知って狙おうとするが、友人としての北野の存在を自覚した竹久にやられる。

### 早蕨学園高校生徒編
鏑木清美（かぶらぎ きよみ）
写真部部長。恐慌（凶行でもある）な写真を求めて、北野のいる碧空高校に侵入。自宅まで付け狙う。最終的には自らの理念の暴走で北野と戦闘を仕掛け、トラックに轢かれそうなところを北野に助けられることとなる。シャッターチャンスを逃すまいと身につけた技量ゆえ、北野の動きすら先読み出来る動体視力を持つ。冷静になれば空気を読めるため、終盤の北野と良子のデートの邪魔をしないよう沙南に忠告した。
名前の由来は鏑木清方。
菊池（きくち）
写真部部員。清美のことが好きなため、度々その想いの丈を見せるが、基本的に空回りしているスタンス。
名前の由来は菊池契月より。
山崎（やまざき）
写真部部員。男子部員の中では顔がよい。鏑木部長の頼みで碧空の制服を調達する。
野口（のぐち）
写真部部員。メガネをしている。良子と幾奶を捕まえようとして逆にやられる。竹久と同じ海千中学出身。

### ハルフォード家
北野家の向かいに引っ越してきた家族。名前の由来はロブ・ハルフォード。
玲雄・ハルフォード（れお）
ハルフォード家の長男、中学生。家族が悪魔（北野）に騙されていると思い込み、幾奶に倒してもらうように頼み込む。ケンカは苦手だが、妹を守るため黒田に跳び蹴りを放って勝利したことがある。容貌にアメリカ人の血が濃く出たハーフだが、英語は全く喋れない。
沙南・ハルフォード（さな）
玲雄の妹で中学生。北野に百円玉を拾ってもらうが、恐怖で逃げ回ってしまい、工事現場の穴に落ちた所を北野に助けてもらう。それ以降、北野のことを「いい悪魔さん」と呼んで懐くようになり、良子を妬かせる。玲雄同様、英語は苦手。
パパ・ハルフォード
玲雄と沙南の父親でアメリカ人。北野のことを「悪魔くん」と呼んでいる。日本に住んでいるのは長いがやる気が無いため日本語や箸の使い方は苦手。普通のサラリーマンであるが、北野を手の上に立たせて投げ上げるなど人並み以上の体力を持つ。天然ボケな一面を持ち、社交的性格ゆえに2度目に北野に会った時には平然と会話を交わしていた。
ママ・ハルフォード
玲雄と沙南の母親、日本人で専業主婦。名前の割に普通のお母さんで、北野母とも仲良しになる。

### 朔風高校生徒編
浅井忠次（あさい ちゅうじ）
朔風高校の番長。浅井碧（現：北野碧）のいとこ。昔は碧を守るため喧嘩していたが、負けない自分の強さに気付いて非常に粗暴な性格へと変化してしまう。碧の心配する声も聞き入れず、あまつさえ彼女を侮辱する言葉を吐いたその直後、北野龍一郎に張り手一発で吹き飛ばされる。
名前の由来は浅井忠。
浅井碧（あさい みどり）・現：北野碧（きたの みどり）・北野母
高校生時代、ある理由から北野龍一郎に浅井忠次を倒してほしいと頼んだ美少女。その後成長し龍一郎と結ばれ、息子を産み、家族3人で穏やかに過ごすこととなる。大人になってからも、性格は基本的におっとりしていて優しい気が利く美人。しかし、黒い私服を好み、時には魔女のような怪しい印象を与えることがある。良子は初対面の印象で「怖いくらい綺麗」「怖くて綺麗」と感じていた。

### 靑山高校 生徒編
北野龍一郎（きたの りゅういちろう）・北野父
その容姿のため周囲から「悪魔番長」だと誤解され、よくからまれるも、息子（誠一郎）と同様で心穏やかで優しい人物。縁あって、浅井忠次から浅井碧を助ける。驚異的に頑丈な体を持ちいかなる打撃を受けても平然としている（ただし本人曰く「それなりに痛い」との事）。現在は普通の会社員だが、体が大きい上に私服が「黒服にサングラス」（三白眼のため日光に弱いので着用している）という出で立ちのため、息子の三者懇談でやくざだと誤解され、小磯平三・白滝元と三つ巴になる。感情が高ぶったり、朝は玄関前に立って深呼吸をする際に「ごおおおおお」と叫ぶ。外出の際にはいつも、なかなかタクシーが拾えなくて困っている。

### その他の人たち
田口警官
碧空町の交番に勤務する警官。バイオレンスを求めて警官になったものの、特に事件も起こらない平和な日々に退屈している。拾ったサイフを届けに来た北野を凶悪犯と思い込み発砲して追い返す。登場したのは１話の数ページのみだが、誌上のキャラクター人気投票において票が入った事がある。
鎌の変質者
北野が元の学校を転校するときに現れた変質者。北野を見て叫んだところ、警察官が北野を変質者と誤解し、変質者が先生だと誤解されていた。
小磯平三（こいそ へいぞう）
良子の父。男手ひとつで育てたので良子のことが心配。北野を「悪魔」と呼び、戦いを挑むが敗れる。小磯古武術の師範。奥義は「心臓透し」。ひげ面で体が大きいため、北野父と同様やくざだと誤解される。北野龍一郎と白滝先生と三つ巴になり敗れる。道場とは別に店を経営しているが、何の店なのかは不明。
北野家の空き巣2人
頭から流血している北野を見て玄関から逃げようとするところに父と母が帰宅し、囲まれてしまい気絶をする。

## 単行本
コミックス
| 巻数 | サブタイトル               | 発売日        | ISBN               |
| ---- | -------------------------- | ------------- | ------------------ |
| 1    | 伝説の幕あけ!!の巻         | 1993年8月4日  | ISBN 4-08-871105-X |
| 2    | 天使の鉄槌の巻             | 1994年2月4日  | ISBN 4-08-871107-6 |
| 3    | 蒼穹公園不良一掃作戦の巻   | 1994年8月4日  | ISBN 4-08-871145-9 |
| 4    | 告白の場景の巻             | 1995年1月11日 | ISBN 4-08-871146-7 |
| 5    | 伝説崩壊の巻               | 1995年7月4日  | ISBN 4-08-871147-5 |
| 6    | 闘いの淑女の巻             | 1995年12月1日 | ISBN 4-08-871148-3 |
| 7    | 勝利者の柩の巻             | 1996年3月4日  | ISBN 4-08-871149-1 |
| 8    | 碧き空の人々の巻           | 1996年8月2日  | ISBN 4-08-871150-5 |
| 9    | はるかなる虚空の果ての巻   | 1997年2月4日  | ISBN 4-08-872339-2 |
| 10   | 闘う者たちの午後の巻       | 1997年8月4日  | ISBN 4-08-872360-0 |
| 11   | 魔郷の十字路の巻           | 1998年2月4日  | ISBN 4-08-872522-0 |
| 12   | 強く儚い者たちの巻         | 1998年8月4日  | ISBN 4-08-872596-4 |
| 13   | 悪魔への月の巻             | 1999年2月4日  | ISBN 4-08-872676-6 |
| 14   | 美しき天使たちのかけらの巻 | 1999年8月4日  | ISBN 4-08-872753-3 |
| 15   | 最後の聖戦の巻             | 2000年4月4日  | ISBN 4-08-872857-2 |
漫画文庫
| 巻数 | 発売日        | ISBN                   |
| ---- | ------------- | ---------------------- |
| 1    | 2007年2月16日 | ISBN 978-4-08-618604-9 |
| 2    | 2007年2月16日 | ISBN 978-4-08-618605-6 |
| 3    | 2007年4月18日 | ISBN 978-4-08-618606-3 |
| 4    | 2007年4月18日 | ISBN 978-4-08-618607-0 |
| 5    | 2007年5月18日 | ISBN 978-4-08-618608-7 |
| 6    | 2007年5月18日 | ISBN 978-4-08-618609-4 |
| 7    | 2007年6月15日 | ISBN 978-4-08-618610-0 |
| 8    | 2007年6月15日 | ISBN 978-4-08-618611-7 |
| 9    | 2007年7月18日 | ISBN 978-4-08-618612-4 |
| 10   | 2007年7月18日 | ISBN 978-4-08-618613-1 |

## OVA
1996年9月13日に東映ビデオが東映Vアニメとして製作。原作でのACT.1からACT.2まで（コミックス第1巻分）のアニメ化である。

### スタッフ
- 原作 - 八木教広
- 監督 - 貝澤幸男
- 脚本 - 酒井直行
- キャラクターデザイン・作画監督 - 伊藤尚往
- 美術監督 - 谷口淳一
- 撮影監督 - 若尾卓見
- 編集 - 西山茂
- 音楽 - 勝又隆一、TSUYOSHI
- 音響監督 - 三間雅文
- プロデューサー - 嶋津毅彦
- 製作協力 - 東映動画
- 製作 - 東映ビデオ

### 主題歌
オープニングテーマ「転がる石のように」
歌 - JUN SKY WALKER(S)
エンディングテーマ「忘れないで」
歌 - JUN SKY WALKER(S)

### 各話リスト
| 話数  | サブタイトル     |
| ----- | ---------------- |
| ACT.1 | 最「恐」顔登場!! |
| ACT.2 | 伝説の幕あけ!!   |

### サウンドトラック
OVA作品のサントラ盤が1996年9月1日に発売された。全18曲（OP曲とED曲はそれぞれ最初と最後の曲目に収録）で、レーベルはエピックレコードジャパン。